# بخارست بی‌وقفه
بخارست بی‌وقفه (رومانیایی: București NonStop) یک فیلم درام کمدی رومانیایی به کارگردانی «دان کیشو» است که در سال ۲۰۱۵ منتشر شد.

## بازیگران
- یون بسویو
- دورینا لازار
- آدریان تیتیئنی
- الکساندرو پاپودوپل